# Lézan
Lézan é uma comuna francesa na região administrativa de Occitânia, no departamento de Gard. Estende-se por uma área de 9,54 km². Em 2010 a comuna tinha 1 544 habitantes (densidade: 161,8 hab./km²).